# Heterodermia spathulifera
Heterodermia spathulifera är en lavart som beskrevs av Moberg & Purvis. Heterodermia spathulifera ingår i släktet Heterodermia och familjen Physciaceae.   Inga underarter finns listade i Catalogue of Life.